# Jean Eigeman
Jean Henry Eigeman (Rotterdam, 6 januari 1954) is een Nederlands politicus. Vanaf 2003 tot 2011 was hij namens de Partij van de Arbeid lid van de Eerste Kamer. Eerder was hij gedurende tien jaar wethouder in Culemborg. Tevens was hij een half jaar waarnemend burgemeester in deze gemeente.
Eigeman studeerde politicologie aan de Vrije Universiteit Amsterdam. Hij was werkzaam als leraar maatschappijleer, als regiocoördinator bij de onderwijsvakbond van het CNV en als adjunct-secretaris bij een onderwijskoepel. Bij de gemeenteraadsverkiezingen van 1986 werd hij gekozen in de gemeenteraad van Culemborg. In 1989 werd Eigeman wethouder in deze gemeente, verantwoordelijk voor onder andere ruimtelijke ordening, milieu, volkshuisvesting, sociaal beleid en cultuur. Ook was hij locoburgemeester. Van 1 oktober 1997 tot 15 maart 1998 nam hij het burgemeesterschap van Culemborg waar.
In 1999 stopte Eigeman als wethouder. Hij werd bij die gelegenheid benoemd tot Ridder in de Orde van Oranje-Nassau. Eigeman was vervolgens werkzaam bij een intergemeentelijk samenwerkingsverband en was van 2001 tot 2006 plaatsvervangend directeur bestuurlijke en juridische zaken bij de Vereniging van Nederlandse Gemeenten. Nadien begon hij zijn eigen consultantbureau. Bij de Eerste Kamerverkiezingen 2003 werd Eigeman gekozen in de senaat. Hij hield zich bezig met Landbouw, Natuur en Voedselkwaliteit en Europese samenwerking.
- Parlement.com: vge7dtpfh1yc